# Dasypoda heliocharis
Dasypoda heliocharis är en biart som beskrevs av Johannes von Nepomuk Franz Xaver Gistel 1857. Dasypoda heliocharis ingår i släktet byxbin, och familjen sommarbin. Inga underarter finns listade i Catalogue of Life.